# A Man of Stone
A Man of Stone er en amerikansk stumfilm fra 1921 af George Archainbaud.

## Medvirkende
- Conway Tearle som Deering
- Betty Howe som Laila
- Martha Mansfield som Lady Fortescue
- Colin Campbell som Waite
- Warren Cook som Lord Branton
- Charles D. Brown som Lord Reggie
- Henry Kolker